# Sidiailles
Sidiailles är en kommun i departementet Cher i regionen Centre-Val de Loire i de centrala delarna av Frankrike. Kommunen ligger  i kantonen Châteaumeillant som tillhör arrondissementet Saint-Amand-Montrond. År 2022 hade Sidiailles 295 invånare.

## Befolkningsutveckling
Antalet invånare i kommunen Sidiailles
Referens:INSEE